# Copa América 1995
Copa América 1995 spelades i Uruguay. Turneringen vanns av Uruguay, som slog Brasilien med 5–3 efter straffsparksläggning i en finalmatch som slutade 1–1 efter ordinarie speltid. Alla 10 CONMEBOL-medlemmar deltog, medan Mexiko och USA var inbjudna för att få med 12 lag. 
USA var turneringens stora överraskningslag, och vann mot 1993 års regerande mästare Argentina med 3–0 och vann sin grupp. USA fortsatte detta med att besegra Mexiko efter straffsparksläggning i kvartsfinalen, men förlorade med 0–1 mot Brasilien i semifinalen. USA förlorade sedan matchen om tredje pris mot Colombia med 1–4.
Ingen förlängning tillämpades, oavgjorda matcher gick direkt till straffar.
Mästerskapet implementerade de nya Fifa-reglerna gällande poängräkning och avbytare detta år: under gruppspelet räknades en vinst som tre poäng (under de tidigare mästerskapen räknades två poäng för vinst), samt antalet spelarbyten under en match reglerades till maximalt tre byten per match.

## Spelorter och arenor
| Maldonado                                       | Montevideo                                     | Paysandú                                        | Rivera                                          |
| ----------------------------------------------- | ---------------------------------------------- | ----------------------------------------------- | ----------------------------------------------- |
| Estadio Campus Municipal                        | Estadio Centenario                             | Estadio Parque Artigas                          | Estadio Atilio Paiva Olivera                    |
| Kapacitet: 22.000                               | Kapacitet: 65.235                              | Kapacitet: 22.000                               | Kapacitet: 27.135                               |
|                                                 |                                                |                                                 |                                                 |
| 34°54′52″S 54°57′17″V / 34.914564°S 54.954815°V | 34°53′41″S 56°09′10″V / 34.894661°S 56.15284°V | 32°19′23″S 58°04′21″V / 32.322961°S 58.072593°V | 30°54′31″S 55°32′54″V / 30.908521°S 55.548377°V |

## Huvuddomare
| - Javier Castrilli (Argentina) - Pablo Peña (Bolivia) - Márcio Rezende de Freitas (Brasilien) - Salvador Imperatore (Chile) - Óscar Ruiz (Colombia) | - Alfredo Rodas (Ecuador) - Marco Antonio Rodríguez (Mexiko) - Arturo Brizio Carter (Mexiko) - Félix Benegas (Paraguay) - Alberto Tejada (Peru) | - Ernesto Filippi (Uruguay) - Eduardo Dluzniewski (Uruguay) - Raúl Domínguez (USA) - Paolo Borgosano (Venezuela) |

## Gruppspel
Lagen lottades i tre grupper, alla med fyra lag var. Varje lag i samma grupp möttes och seger gav tre poäng, oavgjort en och förlust noll.
Ettorna och tvåorna i varje grupp till kvartsfinal.
Bästa och näst bästa grupptrean också till kvartsfinal.
- Samma poäng
  - Om båda lagen hamnade på samma poäng användes följande kriterier för att skilja dem åt:

  1. Bäst målskillnad i alla gruppspelsmatcher;
  2. Flest antal gjorda mål i alla gruppspelsmatcher;
  3. Inbördes möte;
  4. Lottdragning.

| Guide till färgerna i grupptabellerna | Guide till färgerna i grupptabellerna |
| ------------------------------------- | ------------------------------------- |
|                                       | Ettorna och tvåorna till kvartsfinal  |
|                                       | De två bästa treorna till kvartsfinal |

### Grupp A
| Lag       | S | V | O | F | GM | IM | MS | P |
| --------- | - | - | - | - | -- | -- | -- | - |
| Uruguay   | 3 | 2 | 1 | 0 | 6  | 2  | +4 | 7 |
| Paraguay  | 3 | 2 | 0 | 1 | 5  | 4  | +1 | 6 |
| Mexiko    | 3 | 1 | 1 | 1 | 5  | 4  | +1 | 4 |
| Venezuela | 3 | 0 | 0 | 3 | 4  | 10 | −6 | 0 |

|  | 5 juli | Uruguay                                                | 4 – 1   | Venezuela    | Estadio Centenario, Montevideo                     |                                                    |
|  |        | Fonseca 14′ Otero 25′ Francescoli 75′ (str.) Poyet 84′ | (2 – 0) | Dolgetta 53′ | Publik: 32 000 Domare: Salvador Imperatore (Chile) | Publik: 32 000 Domare: Salvador Imperatore (Chile) |
|  |        |                                                        |         |              | Publik: 32 000 Domare: Salvador Imperatore (Chile) | Publik: 32 000 Domare: Salvador Imperatore (Chile) |
|  |        |                                                        |         |              | Publik: 32 000 Domare: Salvador Imperatore (Chile) | Publik: 32 000 Domare: Salvador Imperatore (Chile) |

|  | 6 juli | Paraguay                  | 2 – 1   | Mexiko     | Estadio Campus Municipal, Maldonado           |                                               |
|  |        | Cardozo 63′ Samaniego 73′ | (0 – 1) | García 44′ | Publik: 5 000 Domare: Alfredo Rodas (Ecuador) | Publik: 5 000 Domare: Alfredo Rodas (Ecuador) |
|  |        |                           |         |            | Publik: 5 000 Domare: Alfredo Rodas (Ecuador) | Publik: 5 000 Domare: Alfredo Rodas (Ecuador) |
|  |        |                           |         |            | Publik: 5 000 Domare: Alfredo Rodas (Ecuador) | Publik: 5 000 Domare: Alfredo Rodas (Ecuador) |

|  | 9 juli | Uruguay         | 1 – 0   | Paraguay | Estadio Centenario, Montevideo                    |                                                   |
|  |        | Francescoli 13′ | (1 – 0) |          | Publik: 40 000 Domare: Márcio Rezende (Brasilien) | Publik: 40 000 Domare: Márcio Rezende (Brasilien) |
|  |        |                 |         |          | Publik: 40 000 Domare: Márcio Rezende (Brasilien) | Publik: 40 000 Domare: Márcio Rezende (Brasilien) |
|  |        |                 |         |          | Publik: 40 000 Domare: Márcio Rezende (Brasilien) | Publik: 40 000 Domare: Márcio Rezende (Brasilien) |

|  | 9 juli | Mexiko                                     | 3 – 1   | Venezuela         | Estadio Campus Municipal, Maldonado      |                                          |
|  |        | García 41′ (str.), 57′ (str.) Espinoza 76′ | (1 – 0) | Campos 65′ (sjm.) | Publik: 700 Domare: Raúl Domínguez (USA) | Publik: 700 Domare: Raúl Domínguez (USA) |
|  |        |                                            |         |                   | Publik: 700 Domare: Raúl Domínguez (USA) | Publik: 700 Domare: Raúl Domínguez (USA) |
|  |        |                                            |         |                   | Publik: 700 Domare: Raúl Domínguez (USA) | Publik: 700 Domare: Raúl Domínguez (USA) |

|  | 12 juli | Paraguay                               | 3 – 2   | Venezuela                | Estadio Campus Municipal, Maldonado         |                                             |
|  |         | Cardozo 35′ Villamayor 64′ Gamarra 83′ | (1 – 1) | Miranda 13′ Dolgetta 68′ | Publik: 2 000 Domare: Óscar Ruiz (Colombia) | Publik: 2 000 Domare: Óscar Ruiz (Colombia) |
|  |         |                                        |         |                          | Publik: 2 000 Domare: Óscar Ruiz (Colombia) | Publik: 2 000 Domare: Óscar Ruiz (Colombia) |
|  |         |                                        |         |                          | Publik: 2 000 Domare: Óscar Ruiz (Colombia) | Publik: 2 000 Domare: Óscar Ruiz (Colombia) |

|  | 13 juli | Uruguay       | 1 – 1   | Mexiko     | Estadio Centenario, Montevideo                      |                                                     |
|  |         | Saralegui 79′ | (0 – 0) | García 67′ | Publik: 10 000 Domare: Javier Castrilli (Argentina) | Publik: 10 000 Domare: Javier Castrilli (Argentina) |
|  |         |               |         |            | Publik: 10 000 Domare: Javier Castrilli (Argentina) | Publik: 10 000 Domare: Javier Castrilli (Argentina) |
|  |         |               |         |            | Publik: 10 000 Domare: Javier Castrilli (Argentina) | Publik: 10 000 Domare: Javier Castrilli (Argentina) |

### Grupp B
| Lag       | S | V | O | F | GM | IM | MS | P |
| --------- | - | - | - | - | -- | -- | -- | - |
| Brasilien | 3 | 3 | 0 | 0 | 6  | 0  | +6 | 9 |
| Colombia  | 3 | 1 | 1 | 1 | 2  | 4  | −2 | 4 |
| Ecuador   | 3 | 1 | 0 | 2 | 2  | 3  | −1 | 3 |
| Peru      | 3 | 0 | 1 | 2 | 2  | 5  | −3 | 1 |

|  | 7 juli | Colombia     | 1 – 1   | Peru         | Estadio Atilio Paiva Olivera, Rivera            |                                                 |
|  |        | Asprilla 68′ | (0 – 0) | Palacios 80′ | Publik: 5 000 Domare: Ernesto Filippi (Uruguay) | Publik: 5 000 Domare: Ernesto Filippi (Uruguay) |
|  |        |              |         |              | Publik: 5 000 Domare: Ernesto Filippi (Uruguay) | Publik: 5 000 Domare: Ernesto Filippi (Uruguay) |
|  |        |              |         |              | Publik: 5 000 Domare: Ernesto Filippi (Uruguay) | Publik: 5 000 Domare: Ernesto Filippi (Uruguay) |

|  | 7 juli | Brasilien    | 1 – 0   | Ecuador | Estadio Atilio Paiva Olivera, Rivera                |                                                     |
|  |        | Ronaldão 73′ | (0 – 0) |         | Publik: 10 000 Domare: Javier Castrilli (Argentina) | Publik: 10 000 Domare: Javier Castrilli (Argentina) |
|  |        |              |         |         | Publik: 10 000 Domare: Javier Castrilli (Argentina) | Publik: 10 000 Domare: Javier Castrilli (Argentina) |
|  |        |              |         |         | Publik: 10 000 Domare: Javier Castrilli (Argentina) | Publik: 10 000 Domare: Javier Castrilli (Argentina) |

|  | 10 juli | Colombia   | 1 – 0   | Ecuador | Estadio Atilio Paiva Olivera, Rivera       |                                            |
|  |         | Rincón 44′ | (1 – 0) |         | Publik: 8 000 Domare: Pablo Peña (Bolivia) | Publik: 8 000 Domare: Pablo Peña (Bolivia) |
|  |         |            |         |         | Publik: 8 000 Domare: Pablo Peña (Bolivia) | Publik: 8 000 Domare: Pablo Peña (Bolivia) |
|  |         |            |         |         | Publik: 8 000 Domare: Pablo Peña (Bolivia) | Publik: 8 000 Domare: Pablo Peña (Bolivia) |

|  | 10 juli | Brasilien                    | 2 – 0   | Peru | Estadio Atilio Paiva Olivera, Rivera           |                                                |
|  |         | Zinho 77′ (str.) Edmundo 82′ | (0 – 0) |      | Publik: 8 000 Domare: Félix Benegas (Paraguay) | Publik: 8 000 Domare: Félix Benegas (Paraguay) |
|  |         |                              |         |      | Publik: 8 000 Domare: Félix Benegas (Paraguay) | Publik: 8 000 Domare: Félix Benegas (Paraguay) |
|  |         |                              |         |      | Publik: 8 000 Domare: Félix Benegas (Paraguay) | Publik: 8 000 Domare: Félix Benegas (Paraguay) |

|  | 13 juli | Ecuador           | 2 – 1   | Peru                  | Estadio Atilio Paiva Olivera, Rivera                 |                                                      |
|  |         | Díaz 61′ Mora 75′ | (0 – 0) | I. Hurtado 82′ (sjm.) | Publik: 10 000 Domare: Eduardo Dluzniewski (Uruguay) | Publik: 10 000 Domare: Eduardo Dluzniewski (Uruguay) |
|  |         |                   |         |                       | Publik: 10 000 Domare: Eduardo Dluzniewski (Uruguay) | Publik: 10 000 Domare: Eduardo Dluzniewski (Uruguay) |
|  |         |                   |         |                       | Publik: 10 000 Domare: Eduardo Dluzniewski (Uruguay) | Publik: 10 000 Domare: Eduardo Dluzniewski (Uruguay) |

|  | 13 juli | Brasilien                                 | 3 – 0   | Colombia | Estadio Atilio Paiva Olivera, Rivera             |                                                  |
|  |         | Leonardo 30′ Tulio 76′ Higuita 85′ (sjm.) | (1 – 0) |          | Publik: 10 000 Domare: Ernesto Filippi (Uruguay) | Publik: 10 000 Domare: Ernesto Filippi (Uruguay) |
|  |         |                                           |         |          | Publik: 10 000 Domare: Ernesto Filippi (Uruguay) | Publik: 10 000 Domare: Ernesto Filippi (Uruguay) |
|  |         |                                           |         |          | Publik: 10 000 Domare: Ernesto Filippi (Uruguay) | Publik: 10 000 Domare: Ernesto Filippi (Uruguay) |

### Grupp C
| Lag       | S | V | O | F | GM | IM | MS | P |
| --------- | - | - | - | - | -- | -- | -- | - |
| USA       | 3 | 2 | 0 | 1 | 5  | 2  | +3 | 6 |
| Argentina | 3 | 2 | 0 | 1 | 6  | 4  | +2 | 6 |
| Bolivia   | 3 | 1 | 1 | 1 | 4  | 4  | 0  | 4 |
| Chile     | 3 | 0 | 1 | 2 | 3  | 8  | −5 | 1 |

|  | 8 juli | USA              | 2 – 1   | Chile        | Estadio Parque Artigas, Paysandú             |                                              |
|  |        | Wynalda 14′, 20′ | (2 – 0) | Rozental 63′ | Publik: 16 000 Domare: Alberto Tejada (Peru) | Publik: 16 000 Domare: Alberto Tejada (Peru) |
|  |        |                  |         |              | Publik: 16 000 Domare: Alberto Tejada (Peru) | Publik: 16 000 Domare: Alberto Tejada (Peru) |
|  |        |                  |         |              | Publik: 16 000 Domare: Alberto Tejada (Peru) | Publik: 16 000 Domare: Alberto Tejada (Peru) |

|  | 8 juli | Argentina               | 2 – 1   | Bolivia    | Estadio Parque Artigas, Paysandú                     |                                                      |
|  |        | Batistuta 70′ Balbo 81′ | (0 – 0) | Angola 75′ | Publik: 20 000 Domare: Eduardo Dluzniewski (Uruguay) | Publik: 20 000 Domare: Eduardo Dluzniewski (Uruguay) |
|  |        |                         |         |            | Publik: 20 000 Domare: Eduardo Dluzniewski (Uruguay) | Publik: 20 000 Domare: Eduardo Dluzniewski (Uruguay) |
|  |        |                         |         |            | Publik: 20 000 Domare: Eduardo Dluzniewski (Uruguay) | Publik: 20 000 Domare: Eduardo Dluzniewski (Uruguay) |

|  | 11 juli | Bolivia        | 1 – 0   | USA | Estadio Parque Artigas, Paysandú                   |                                                    |
|  |         | Etcheverry 23′ | (1 – 0) |     | Publik: 16 000 Domare: Paolo Borgosano (Venezuela) | Publik: 16 000 Domare: Paolo Borgosano (Venezuela) |
|  |         |                |         |     | Publik: 16 000 Domare: Paolo Borgosano (Venezuela) | Publik: 16 000 Domare: Paolo Borgosano (Venezuela) |
|  |         |                |         |     | Publik: 16 000 Domare: Paolo Borgosano (Venezuela) | Publik: 16 000 Domare: Paolo Borgosano (Venezuela) |

|  | 11 juli | Argentina                              | 4 – 0   | Chile | Estadio Parque Artigas, Paysandú                     |                                                      |
|  |         | Batistuta 1′, 51′ Simeone 6′ Balbo 54′ | (2 – 0) |       | Publik: 16 000 Domare: Arturo Brizio Carter (Mexiko) | Publik: 16 000 Domare: Arturo Brizio Carter (Mexiko) |
|  |         |                                        |         |       | Publik: 16 000 Domare: Arturo Brizio Carter (Mexiko) | Publik: 16 000 Domare: Arturo Brizio Carter (Mexiko) |
|  |         |                                        |         |       | Publik: 16 000 Domare: Arturo Brizio Carter (Mexiko) | Publik: 16 000 Domare: Arturo Brizio Carter (Mexiko) |

|  | 14 juli | Bolivia               | 2 – 2   | Chile          | Estadio Parque Artigas, Paysandú             |                                              |
|  |         | Mercado 78′ Ramos 87′ | (0 – 0) | Basay 55′, 61′ | Publik: 11 000 Domare: Alberto Tejada (Peru) | Publik: 11 000 Domare: Alberto Tejada (Peru) |
|  |         |                       |         |                | Publik: 11 000 Domare: Alberto Tejada (Peru) | Publik: 11 000 Domare: Alberto Tejada (Peru) |
|  |         |                       |         |                | Publik: 11 000 Domare: Alberto Tejada (Peru) | Publik: 11 000 Domare: Alberto Tejada (Peru) |

|  | 14 juli | USA                              | 3 – 0   | Argentina | Estadio Parque Artigas, Paysandú                 |                                                  |
|  |         | Klopas 20′ Lalas 31′ Wynalda 58′ | (2 – 0) |           | Publik: 8 000 Domare: Márcio Rezende (Brasilien) | Publik: 8 000 Domare: Márcio Rezende (Brasilien) |
|  |         |                                  |         |           | Publik: 8 000 Domare: Márcio Rezende (Brasilien) | Publik: 8 000 Domare: Márcio Rezende (Brasilien) |
|  |         |                                  |         |           | Publik: 8 000 Domare: Márcio Rezende (Brasilien) | Publik: 8 000 Domare: Márcio Rezende (Brasilien) |

### Ranking av grupptreorna
Efter gruppspelet jämfördes grupptreorna. De två bästa gick vidare till kvartsfinal.
| Lag (grupp) | S | V | O | F | GM | IM | MS | P |
| ----------- | - | - | - | - | -- | -- | -- | - |
| Mexiko (A)  | 3 | 1 | 1 | 1 | 5  | 4  | +1 | 4 |
| Bolivia (C) | 3 | 1 | 1 | 1 | 4  | 4  | 0  | 4 |
| Ecuador (B) | 3 | 1 | 0 | 2 | 2  | 3  | −1 | 3 |

## Utslagsspel
|  | Kvartsfinaler        | Kvartsfinaler        |                     |                      | Semifinaler          | Semifinaler |             |        | Final               | Final      |
|  | 0                    | 0                    | 0                   | 0                    | 0                    | 0           | 0           | 0      | 0                   | 0          |
|  | 16 juli - Montevideo | 16 juli - Montevideo | 0                   | 0                    |                      |             | 0           | 0      |                     |            |
|  | 16 juli - Montevideo | 16 juli - Montevideo | 0                   | 0                    |                      |             | 0           | 0      |                     |            |
|  | 0 Colombia           | 01 (5)               | 0                   | 0                    |                      |             | 0           | 0      |                     |            |
|  | 0 Colombia           | 01 (5)               | 0                   | 0                    | 19 juli - Montevideo |             | 0           | 0      |                     |            |
|  | 0 Paraguay           | 01 (4)               | 0                   | 0                    |                      |             | 0           | 0      |                     |            |
|  | 0 Paraguay           | 01 (4)               | 0                   | 0                    | 0 Uruguay            | 02          | 0           | 0      |                     |            |
|  | 16 juli - Montevideo |                      | 0                   | 0                    | 0 Uruguay            | 02          | 0           | 0      |                     |            |
|  | 0                    | 0 Colombia           | 0                   | 0                    | 0                    |             |             | 0      |                     |            |
|  | 0                    | 0 Colombia           | 0                   | 0                    | 0                    | 0 Uruguay   | 02          | 0      |                     |            |
|  | 0                    |                      | 0                   | 22 juli - Montevideo | 0                    | 0 Uruguay   | 02          | 0      |                     |            |
|  | 0                    | 0 Bolivia            | 01                  | 0                    | 0                    |             |             | 0      |                     |            |
|  | 0                    | 0 Bolivia            | 01                  | 0                    | 0                    | 0 Uruguay   | 01 (5)      | 0      |                     |            |
|  | 0                    | 17 juli - Paysandú   |                     | 0                    | 0                    | 0 Uruguay   | 01 (5)      | 0      |                     |            |
|  | 0                    | 0                    | 0 Brasilien         | 0                    | 0                    | 01 (3)      |             |        |                     |            |
|  | 0                    | 0                    | 0 Brasilien         | 0                    | 0                    | 01 (3)      | 0 USA       | 00 (4) |                     |            |
|  | 0                    | 0                    | 20 juli - Maldonado | 0                    | 0                    |             | 0 USA       | 00 (4) |                     |            |
|  | 0                    | 0                    | 0 Mexiko            | 00 (1)               | 0                    | 0           |             |        |                     |            |
|  | 0                    | 0                    | 0 Mexiko            | 00 (1)               | 0                    | 0           | 0 Brasilien | 01     | Bronsmatch          | Bronsmatch |
|  | 0                    | 0                    | 17 juli - Rivera    |                      | 0                    | 0           | 0 Brasilien | 01     | Bronsmatch          | Bronsmatch |
|  | 0                    | 0                    | 0 USA               | 0                    | 0                    | 0           |             |        |                     |            |
|  | 0                    | 0                    | 0 USA               | 0                    | 0                    | 0           | 0 Brasilien | 02 (4) | 0 Colombia          | 04         |
|  | 0                    | 0                    |                     |                      | 0                    | 0           | 0 Brasilien | 02 (4) | 0 Colombia          | 04         |
|  | 0                    | 0                    | 0 Argentina         | 02 (2)               | 0                    | 0           | 0 USA       | 01     |                     |            |
|  | 0                    | 0                    | 0 Argentina         | 02 (2)               | 0                    | 0           | 0 USA       | 01     |                     |            |
|  |                      |                      |                     |                      |                      |             |             |        | 22 juli - Maldonado |            |
|  |                      |                      |                     |                      |                      |             |             |        |                     |            |

### Kvartsfinaler
|                                          | 16 juli                    | Colombia                           | 1 – 1   | Paraguay       | Estadio Centenario, Montevideo                     |                                                    |
|                                          |                            | Rincón 53′                         | (0 – 1) | Villamayor 26′ | Publik: 25 000 Domare: Salvador Imperatore (Chile) | Publik: 25 000 Domare: Salvador Imperatore (Chile) |
|                                          |                            |                                    |         |                | Publik: 25 000 Domare: Salvador Imperatore (Chile) | Publik: 25 000 Domare: Salvador Imperatore (Chile) |
| Rincón Mendoza Arboleda Cabrera Asprilla | Straffsparksläggning 5 – 4 | Jara Acuña Samaniego Denis Gamarra |         |                | Publik: 25 000 Domare: Salvador Imperatore (Chile) | Publik: 25 000 Domare: Salvador Imperatore (Chile) |

|  | 16 juli | Uruguay              | 2 – 1   | Bolivia     | Estadio Centenario, Montevideo                 |                                                |
|  |         | Otero 1′ Fonseca 30′ | (2 – 0) | Sánchez 71′ | Publik: 45 000 Domare: Alfredo Rodas (Ecuador) | Publik: 45 000 Domare: Alfredo Rodas (Ecuador) |
|  |         |                      |         |             | Publik: 45 000 Domare: Alfredo Rodas (Ecuador) | Publik: 45 000 Domare: Alfredo Rodas (Ecuador) |
|  |         |                      |         |             | Publik: 45 000 Domare: Alfredo Rodas (Ecuador) | Publik: 45 000 Domare: Alfredo Rodas (Ecuador) |

|                                | 17 juli                    | USA                      | 0 – 0 | Mexiko | Estadio Parque Artigas, Paysandú            |  |
|                                |                            |                          |       |        | Publik: 6 500 Domare: Óscar Ruiz (Colombia) |  |
|                                |                            |                          |       |        |                                             |  |
| Wynalda Moore Caligiuri Klopas | Straffsparksläggning 4 – 1 | García Hermosillo Coyote |       |        |                                             |  |

|                                               | 17 juli                    | Brasilien                   | 2 – 2   | Argentina              | Estadio Atilio Paiva Olivera, Rivera         |                                              |
|                                               |                            | Edmundo 9′ Túlio 81′        | (1 – 2) | Balbo 2′ Batistuta 29′ | Publik: 24 000 Domare: Alberto Tejada (Peru) | Publik: 24 000 Domare: Alberto Tejada (Peru) |
|                                               |                            |                             |         |                        | Publik: 24 000 Domare: Alberto Tejada (Peru) | Publik: 24 000 Domare: Alberto Tejada (Peru) |
| Roberto Carlos Túlio André Cruz Dunga Edmundo | Straffsparksläggning 4 – 2 | Pérez Acosta Simeone Fabbri |         |                        | Publik: 24 000 Domare: Alberto Tejada (Peru) | Publik: 24 000 Domare: Alberto Tejada (Peru) |

### Semifinaler
|  | 19 juli | Uruguay                | 2 – 0   | Colombia | Estadio Centenario, Montevideo                  |                                                 |
|  |         | Adinolfi 51′ Otero 70′ | (0 – 0) |          | Publik: 20 000 Domare: Félix Benegas (Paraguay) | Publik: 20 000 Domare: Félix Benegas (Paraguay) |
|  |         |                        |         |          | Publik: 20 000 Domare: Félix Benegas (Paraguay) | Publik: 20 000 Domare: Félix Benegas (Paraguay) |
|  |         |                        |         |          | Publik: 20 000 Domare: Félix Benegas (Paraguay) | Publik: 20 000 Domare: Félix Benegas (Paraguay) |

|  | 20 juli | Brasilien  | 1 – 0   | USA | Estadio Campus Municipal, Maldonado           |                                               |
|  |         | Aldair 13′ | (1 – 0) |     | Publik: 8 000 Domare: Alfredo Rodas (Ecuador) | Publik: 8 000 Domare: Alfredo Rodas (Ecuador) |
|  |         |            |         |     | Publik: 8 000 Domare: Alfredo Rodas (Ecuador) | Publik: 8 000 Domare: Alfredo Rodas (Ecuador) |
|  |         |            |         |     | Publik: 8 000 Domare: Alfredo Rodas (Ecuador) | Publik: 8 000 Domare: Alfredo Rodas (Ecuador) |

## Match om tredjepris
|  | 22 juli | Colombia                                            | 4 – 1   | USA              | Estadio Campus Municipal, Maldonado               |                                                   |
|  |         | Quiñónez 30′ Valderrama 38′ Asprilla 50′ Rincón 76′ | (2 – 0) | Moore 52′ (str.) | Publik: 2 500 Domare: Salvador Imperatore (Chile) | Publik: 2 500 Domare: Salvador Imperatore (Chile) |
|  |         |                                                     |         |                  | Publik: 2 500 Domare: Salvador Imperatore (Chile) | Publik: 2 500 Domare: Salvador Imperatore (Chile) |
|  |         |                                                     |         |                  | Publik: 2 500 Domare: Salvador Imperatore (Chile) | Publik: 2 500 Domare: Salvador Imperatore (Chile) |

### Final
|                                                   | 22 juli                    | Uruguay                          | 1 – 1   | Brasilien | Estadio Centenario, Montevideo                       |                                                      |
|                                                   |                            | Bengoechea 51′                   | (0 – 1) | Túlio 30′ | Publik: 60 000 Domare: Arturo Brizio Carter (Mexiko) | Publik: 60 000 Domare: Arturo Brizio Carter (Mexiko) |
|                                                   |                            |                                  |         |           | Publik: 60 000 Domare: Arturo Brizio Carter (Mexiko) | Publik: 60 000 Domare: Arturo Brizio Carter (Mexiko) |
| Francescoli Bengoechea Herrera Gutiérrez Martínez | Straffsparksläggning 5 – 3 | Roberto Carlos Zinho Túlio Dunga |         |           | Publik: 60 000 Domare: Arturo Brizio Carter (Mexiko) | Publik: 60 000 Domare: Arturo Brizio Carter (Mexiko) |

## Statistik

### Målskyttar
4 mål
| - Gabriel Batistuta | - Luis García |  |

3 mål
| - Abel Balbo - Túlio | - Freddy Rincón | - Eric Wynalda | - Marcelo Otero |

2 mål
| - Edmundo - Ivo Basay | - Faustino Asprilla - José Cardozo | - Juan Villamayor - Daniel Fonseca | - Enzo Francescoli - José Luis Dolgetta |

1 mål
| - Diego Simeone - Demetrio Angola - Marco Etcheverry - Miguel Mercado - Mauricio Ramos - Carlos Sánchez - Aldair | - Leonardo - Ronaldão - Zinho - Sebastián Rozental - Luis Quiñónez - Carlos Valderrama - Energio Díaz | - José Mora - Eduardo Espinoza - Carlos Gamarra - Adriano Samaniego - Roberto Palacios - Edgardo Adinolfi - Pablo Bengoechea | - Gustavo Poyet - Marcelo Saralegui - Frank Klopas - Alexi Lalas - Joe-Max Moore - Gabriel Miranda |

Självmål
- René Higuita
- Iván Hurtado
- Jorge Campos

### Sluttabell
| Nr | Copa América 1995 | S | V | O | F | GM | IM | MS | P  |
| -- | ----------------- | - | - | - | - | -- | -- | -- | -- |
| 1  | Uruguay           | 6 | 4 | 2 | 0 | 11 | 4  | +7 | 14 |
| 2  | Brasilien         | 6 | 4 | 2 | 0 | 10 | 3  | +7 | 14 |
| 3  | Colombia          | 6 | 2 | 2 | 2 | 7  | 8  | −1 | 8  |
| 4  | USA               | 6 | 2 | 1 | 3 | 6  | 7  | −1 | 7  |
| 5  | Argentina         | 4 | 2 | 1 | 1 | 8  | 6  | +2 | 7  |
| 6  | Paraguay          | 4 | 2 | 1 | 1 | 6  | 5  | +1 | 7  |
| 7  | Mexiko            | 4 | 1 | 2 | 1 | 5  | 4  | +1 | 5  |
| 8  | Bolivia           | 4 | 1 | 1 | 2 | 5  | 6  | −1 | 4  |
| 9  | Ecuador           | 3 | 1 | 0 | 2 | 2  | 3  | −1 | 3  |
| 10 | Peru              | 3 | 0 | 1 | 2 | 2  | 5  | −3 | 1  |
| 11 | Chile             | 3 | 0 | 1 | 2 | 3  | 8  | −5 | 1  |
| 12 | Venezuela         | 3 | 0 | 0 | 3 | 4  | 10 | −6 | 0  |

### Fotnoter
1. ↑  Anläggningen har senare blivit känd som Estadio Domingo Burgueño Miguel.